# Prvenstvo Hrvatske u vaterpolu 2015./16.
Ovo je 25. izdanje hrvatskog vaterpolskog prvenstva. Svih osam momčadi koje su nastupale u Jadranskoj ligi išlo je u doigravanje za naslov prvaka Hrvatske. Branitelj naslova bilo je riječko Primorje. Svoj ukupno dvanaesti naslov prvaka Hrvatske osvojio je dubrovački Jug.

## Četvrtzavršnica

### Prve utakmice
| 8. ožujka 2016. 18:00 | Izvješće | Medveščak                          | 6 – 17    | Jug CO          | Gruž, Dubrovnik Gledatelja: 200 Suci: Tomić, Blašković |
| 8. ožujka 2016. 18:00 | Izvješće | Po četvrtinama: 0:3, 2:5, 1:2, 3:6 |           |                 | Gruž, Dubrovnik Gledatelja: 200 Suci: Tomić, Blašković |
| 8. ožujka 2016. 18:00 | Izvješće | Anđelić 2                          | Strijelci | tri igrača po 3 | Gruž, Dubrovnik Gledatelja: 200 Suci: Tomić, Blašković |

| 8. ožujka 2016. 20:30 | Izvješće | Solaris                            | 0 – 16    | Primorje EB | Kantrida, Rijeka Gledatelja: 50 Suci: Begić, Milenković |
| 8. ožujka 2016. 20:30 | Izvješće | Po četvrtinama: 0:5, 0:2, 0:3, 0:6 |           |             | Kantrida, Rijeka Gledatelja: 50 Suci: Begić, Milenković |
| 8. ožujka 2016. 20:30 | Izvješće |                                    | Strijelci | Muslim 5    | Kantrida, Rijeka Gledatelja: 50 Suci: Begić, Milenković |

| 9. ožujka 2016. 19:00 | Izvješće | OVK POŠK                           | 8 – 9     | Mornar BS | Poljud, Split Gledatelja: 400 Suci: Štampalija, Rak |
| 9. ožujka 2016. 19:00 | Izvješće | Po četvrtinama: 1:0, 3:3, 2:3, 2:3 |           |           | Poljud, Split Gledatelja: 400 Suci: Štampalija, Rak |
| 9. ožujka 2016. 19:00 | Izvješće | Ćorušić 4                          | Strijelci | Gluhaić 3 | Poljud, Split Gledatelja: 400 Suci: Štampalija, Rak |

| 9. ožujka 2016. 20:30 | Izvješće | Jadran ST                          | 6 – 7     | HAVK Mladost      | Poljud, Split Gledatelja: 300 Suci: Bura, Radičević |
| 9. ožujka 2016. 20:30 | Izvješće | Po četvrtinama: 2:1, 0:1, 3:3, 1:2 |           |                   | Poljud, Split Gledatelja: 300 Suci: Bura, Radičević |
| 9. ožujka 2016. 20:30 | Izvješće | Franičević 2                       | Strijelci | Bukić, Vlahović 2 | Poljud, Split Gledatelja: 300 Suci: Bura, Radičević |

### Druge utakmice
| 9. ožujka 2016. 14:00 | Izvješće | Primorje EB                        | 17 – 2    | Solaris     | Kantrida, Rijeka Gledatelja: 20 Suci: Benić, Franulović |
| 9. ožujka 2016. 14:00 | Izvješće | Po četvrtinama: 3:1, 4:1, 7:0, 3:0 |           |             | Kantrida, Rijeka Gledatelja: 20 Suci: Benić, Franulović |
| 9. ožujka 2016. 14:00 | Izvješće | Peroš, Echenique 3                 | Strijelci | Seferović 2 | Kantrida, Rijeka Gledatelja: 20 Suci: Benić, Franulović |

Ukupni rezultat je Primorje EB 33:2 Solaris.
| 9. ožujka 2016. 18:00 | Izvješće | Jug CO                             | 20 – 2    | Medveščak          | Gruž, Dubrovnik Gledatelja: 150 Suci: Gašpardi, Jović |
| 9. ožujka 2016. 18:00 | Izvješće | Po četvrtinama: 4:0, 8:0, 3:1, 5:1 |           |                    | Gruž, Dubrovnik Gledatelja: 150 Suci: Gašpardi, Jović |
| 9. ožujka 2016. 18:00 | Izvješće | Marković 4                         | Strijelci | Jovanović, Bulat 1 | Gruž, Dubrovnik Gledatelja: 150 Suci: Gašpardi, Jović |

Ukupni rezultat je Jug CO 37:8 Medveščak.
| 16. ožujka 2016. 20:30 | Izvješće | HAVK Mladost                       | 10 – 6    | Jadran ST  | SRC Mladost, Zagreb Suci: Štampalija, Rak |
| 16. ožujka 2016. 20:30 | Izvješće | Po četvrtinama: 4:2, 0:1, 4:0, 2:3 |           |            | SRC Mladost, Zagreb Suci: Štampalija, Rak |
| 16. ožujka 2016. 20:30 | Izvješće | Vlahović 3                         | Strijelci | Divković 2 | SRC Mladost, Zagreb Suci: Štampalija, Rak |

Ukupni rezultat je HAVK Mladost 17:12 Jadran ST.
| 20. ožujka 2016. 17:30 | Izvješće | Mornar BS                          | 14 – 5    | OVK POŠK | Poljud, Split Suci: Franulović, Matijević |
| 20. ožujka 2016. 17:30 | Izvješće | Po četvrtinama: 3:0, 5:0, 3:3, 3:2 |           |          | Poljud, Split Suci: Franulović, Matijević |
| 20. ožujka 2016. 17:30 | Izvješće | Čalić, Burić 3                     | Strijelci | Situm 2  | Poljud, Split Suci: Franulović, Matijević |

Ukupni rezultat je Mornar BS 23:13 OVK POŠK.

## Poluzavršnica

### Prve utakmice
| 23. ožujka 2016. 20:00 | Izvješće | Mornar BS                          | 9 – 18    | Jug CO    | Poljud, Split Suci: Begić, Gavrilović |
| 23. ožujka 2016. 20:00 | Izvješće | Po četvrtinama: 0:4, 1:7, 6:5, 2:2 |           |           | Poljud, Split Suci: Begić, Gavrilović |
| 23. ožujka 2016. 20:00 | Izvješće | Buha 3                             | Strijelci | Joković 5 | Poljud, Split Suci: Begić, Gavrilović |

| 23. ožujka 2016. 20:45 | Izvješće | HAVK Mladost                       | 7 – 7     | Primorje EB | SRC Mladost, Zagreb Suci: Periš, Prančić |
| 23. ožujka 2016. 20:45 | Izvješće | Po četvrtinama: 1:2, 2:4, 1:0, 3:1 |           |             | SRC Mladost, Zagreb Suci: Periš, Prančić |
| 23. ožujka 2016. 20:45 | Izvješće | Zović 3                            | Strijelci | Bošković 2  | SRC Mladost, Zagreb Suci: Periš, Prančić |

### Druge utakmice
| 26. ožujka 2016. 19:00 | Izvješće | Jug CO                             | 14 – 7    | Mornar BS | Gruž, Dubrovnik Suci: Rončević, Copić |
| 26. ožujka 2016. 19:00 | Izvješće | Po četvrtinama: 3:2, 4:1, 3:2, 4:2 |           |           | Gruž, Dubrovnik Suci: Rončević, Copić |
| 26. ožujka 2016. 19:00 | Izvješće | Joković 4                          | Strijelci | Burić 2   | Gruž, Dubrovnik Suci: Rončević, Copić |

Ukupni rezultat je Jug CO 32:16 Jadran ST.
| 26. ožujka 2016. 20:30 | Izvješće | Primorje EB                        | 10 – 8    | HAVK Mladost          | Kantrida, Rijeka Suci: Periš, Prančić |
| 26. ožujka 2016. 20:30 | Izvješće | Po četvrtinama: 5:2, 2:1, 1:2, 2:3 |           |                       | Kantrida, Rijeka Suci: Periš, Prančić |
| 26. ožujka 2016. 20:30 | Izvješće | Burić 3                            | Strijelci | Milaković, Vlahović 2 | Kantrida, Rijeka Suci: Periš, Prančić |

Ukupni rezultat je Primorje EB 17:15 HAVK Mladost.

## Završnica

### Prva utakmica
| 20. travnja 2016. 19:00 | Izvješće | Jug CO                             | 12 – 9    | Primorje EB                 | Gruž, Dubrovnik Suci: Raković, Stanojević |
| 20. travnja 2016. 19:00 | Izvješće | Po četvrtinama: 5:2, 2:1, 1:2, 2:3 |           |                             | Gruž, Dubrovnik Suci: Raković, Stanojević |
| 20. travnja 2016. 19:00 | Izvješće | Garcia 6                           | Strijelci | Radu, Echenique, Bošković 2 | Gruž, Dubrovnik Suci: Raković, Stanojević |

### Druga utakmica
| 23. travnja 2016. 20:30 | Izvješće | Primorje EB                        | 5 – 7     | Jug CO             | Kantrida, Rijeka Suci: Caputi, Putniković |
| 23. travnja 2016. 20:30 | Izvješće | Po četvrtinama: 2:2, 1:1, 2:2, 0:2 |           |                    | Kantrida, Rijeka Suci: Caputi, Putniković |
| 23. travnja 2016. 20:30 | Izvješće | Echenique 2                        | Strijelci | Joković, Perrone 3 | Kantrida, Rijeka Suci: Caputi, Putniković |

### Treća utakmica
| 4. svibnja 2016. 18:00 | Izvješće | Jug CO                             | 13 – 7    | Primorje EB | Gruž, Dubrovnik Suci: Alexandrescu, Gomez |
| 4. svibnja 2016. 18:00 | Izvješće | Po četvrtinama: 3:4, 4:1, 3:2, 3:0 |           |             | Gruž, Dubrovnik Suci: Alexandrescu, Gomez |
| 4. svibnja 2016. 18:00 | Izvješće | Joković, Obradović 3               | Strijelci | Radu 3      | Gruž, Dubrovnik Suci: Alexandrescu, Gomez |

Ukupni rezultat je Jug CO 3:0 Primorje EB.

## Utakmice za plasman

### Za 5. – 8. mjesto
Prve utakmice
| 23. ožujka 2016. |  | Solaris   |  | – |  | Jadran ST |  | 7:13  |
| 23. ožujka 2016. |  | Medveščak |  | – |  | OVK POŠK  |  | 10:10 |

Druge utakmice
| 26. ožujka 2016. |  | Jadran ST |  | – |  | Solaris |  | 18:6 |

 Jadran prošao ukupnim rezultatom 31:13
| 26. ožujka 2016. |  | OVK POŠK |  | – |  | Medeščak |  | 15:7 |

 OVK POŠK prošao ukupnim rezultatom 25:17

### Za 7. mjesto
| 1. utakmica |  | 1. travnja 2016. |  | Medveščak |  | – |  | Solaris   |  | 7:6  |
| 2. utakmica |  | 9. travnja 2016. |  | Solaris   |  | – |  | Medveščak |  | 7:13 |

 Medveščak osvojio 7. mjesto ukupnim rezultatom 20:13

### Za 5. mjesto
| 1. utakmica |  | 1. travnja 2016. |  | Jadran ST |  | – |  | OVK POŠK  |  | 10:7 |
| 2. utakmica |  | 9. travnja 2016. |  | OVK POŠK  |  | – |  | Jadran ST |  | 7:5  |

 Jadran osvojio 5. mjesto ukupnim rezultatom 15:14

### Za 3. mjesto
| 1. utakmica |  | 2. travnja 2016. |  | HAVK Mladost |  | – |  | Mornar BS    |  | 8:9          |
| 2. utakmica |  | 9. travnja 2016. |  | Mornar BS    |  | – |  | HAVK Mladost |  | 8:8 (3:2 5m) |

 Mornar Brodospas osvojio 3. mjesto ukupnim rezultatom 20:18

## Konačni poredak
| mj. | klub                   | ut | pob | ner | por | gol+ | gol- |
| --- | ---------------------- | -- | --- | --- | --- | ---- | ---- |
| 1.  | Jug CO Dubrovnik       | 7  | 7   | 0   | 0   | 101  | 45   |
| 2.  | Primorje EB Rijeka     | 7  | 3   | 1   | 3   | 71   | 49   |
|     |                        |    |     |     |     |      |      |
| 3.  | Mornar Brodospas Split | 6  | 3   | 1   | 2   | 56   | 61   |
| 4.  | Mladost Zagreb         | 6  | 2   | 2   | 2   | 52   | 46   |
|     |                        |    |     |     |     |      |      |
| 5.  | Jadran Split           | 6  | 3   | 0   | 3   | 58   | 44   |
| 6.  | OVK POŠK Split         | 6  | 2   | 1   | 3   | 52   | 55   |
|     |                        |    |     |     |     |      |      |
| 7.  | Medveščak Zagreb       | 6  | 2   | 1   | 3   | 45   | 75   |
| 8.  | Solaris Šibenik        | 6  | 0   | 0   | 6   | 28   | 84   |

## Najbolji strijelci
- 18 golova
  - Maro Joković (Jug CO)
- 13 golova
  - Andrija Vlahović (Mladost)
- 12 golova
  - Josip Vrlić (Jug CO)
- 11 golova
  -  Felipe Perrone (Jug CO)
  - Mate Zeljak (Solaris)
- 10 golova
  - Marin Delić (OVK POŠK)
  - Luka Jovanović (Medveščak)

## Poveznice
- Jadranska liga 2015./16.
- 1. B HVL 2016.
- 3. HVL 2016.
- Hrvatski kup 2015.